# Hannes Aigner
Hannes Aigner (født 19. marts 1989) er en tysk kanoroer, som har specialiseret sig i  kano slalom. Han repræsenterede Tyskland under Sommer-OL 2012 i London, hvor han vandt bronze i K-1 slalom.